# Jan Holter
Jan Holter herbu własnego – kapitan piechoty koronnej.

## Życiorys
Pochodził ze szlacheckiej rodziny angielskiej, wyznania katolickiego, wywodzącej się z hrabstwa Gloucestershire. Był synem Johna. Część tego rodu wyemigrowała na początku XVII wieku do brytyjskich kolonii a część do Rzeczypospolitej.
Służbę w wojsku koronnym podjął w latach 70. Od 1683 do 1685 dowodził jako kapitan i kapitan lejtnant komputowym regimentem piechoty królowej Marii Kazimiery. Na czele tej formacji wziął udział w wyprawie wiedeńskiej. Walczył także w czasie mołdawskich kampanii Jana III Sobieskiego, w latach 1684 i 1685. W walkach odznaczył się niezwykłym męstwem i odwagą.
W 1685 w Warszawie, podczas obrad sejmu z rekomendacji hetmana wielkiego Stanisława Jabłonowskiego i hetmana Andrzeja Potockiego w uznaniu zasług wojennych dla Rzeczypospolitej Jan Holter i jego młodszy brat Wilhelm, porucznik piechoty koronnej, otrzymali indygenat.